# Vysoký Ostrý
Der Vysoký Ostrý (deutsch Hohe Wostrey, 587 m) ist ein markanter Berg bei Ústí nad Labem (Aussig/Elbe) im rechtselbischen Böhmischen Mittelgebirge (České středohoří) in Tschechien. Wegen seiner Aussicht und der markanten Lage in einer Elbschleife war der Berg früher auch als Elbe-Rigi bekannt.

## Lage und Umgebung
Der Vysoký Ostrý befindet sich nahe bei Ústí nad Labem, etwa vier Kilometer in südöstlicher Richtung gelegen. Am Fuße des Berges – direkt an der Elbe – befinden sich die Stadtteile Střekov (Schreckenstein) und Brná nad Labem (Birnai). An der Bergschulter liegen die kleinen Dörfer Nová Ves (Neudörfel) und Kojetice (Kojetitz), welche ebenso zu Ústí gehören. An der Westseite wurde 1968 das Naturreservat Sluneční stráň eingerichtet.

## Geologie
Der Vysoký Ostrý als typischer Kegelberg des Böhmischen Mittelgebirges ist ausnahmslos aus vulkanischen Gesteinen des Tertiärs aufgebaut. Die eindrucksvollen Felsformationen am Gipfel bestehen aus Basalt, welcher hier jedoch nur unvollkommen die typischen sechseckigen Säulen ausbildet. An der felsdurchsetzten, steilen Westflanke finden sich auch konglomeratartige Tuffe.

## Aussicht
Von der Aussichtsplattform auf dem Gipfelfelsen ist eine weitgehend ungehinderte Rundumsicht möglich, nur nach Norden versperren hohe Bäume den Ausblick. Bemerkenswert ist der Tiefblick in das felsige Durchbruchstal der Elbe, aber auch über das Stadtgebiet von Ústí nad Labem. Im Westen schweift der Blick zum höchsten Berg des Böhmischen Mittelgebirges, dem 836 m hohen Milešovka (Milleschauer bzw. Donnersberg), nördlich begrenzt die Mauer des Erzgebirges mit dem Mückentürmchen den Horizont. Im Nordwesten ist der Fernsehturm auf dem Bergrücken des Buková hora (Zinkenstein) zu erkennen. Direkt im Süden ragen der schroff wirkende Varhošť (Aarhorst) mit seinem eigenwilligen Aussichtsturm und der spitze Lovoš (Lobosch) aus der welligen Berglandschaft heraus.

## Wege zum Gipfel
- An der Ostflanke des Berges führt die rot markierte Hauptwanderroute des Böhmischen Mittelgebirges von Ústí nach Litoměřice (Leitmeritz) vorüber. Eine grün markierte Abzweigung führt zum Gipfel.
- Empfehlenswert ist auch der Aufstieg von Brná durch die Průčelská rokle (Prutschelschlucht) entlang des Naturlehrpfades Pod Vysokým Ostrým, welcher u. a. auch durch das Naturreservat Sluneční stráň führt.
- Möglich ist der Aufstieg zudem über eine Vielzahl weiterer markierter Wanderwege.